# 송산초등학교 (충남)
송산초등학교는 대한민국 충청남도 당진시 송산면 상거리에 있는 공립 초등학교이다.

## 학교 연혁
| 1923년 | 5월 1일  | 송산공립보통학교 개교(설립인가 3월 31일)         |
| 1938년 | 4월 1일  | 송산공립심상소학교로 개칭                        |
| 1941년 | 4월 1일  | 송산공립국민학교로 개칭                          |
| 1945년 | 9월 24일 | 송산국민학교로 개칭                              |
| 1949년 | 9월 30일 | 유곡국민학교 승격 분리                           |
| 1967년 | 3월 1일  | 당산국민학교 승격 분리                           |
| 1981년 | 3월 1일  | 병설유치원(1학급) 인가                           |
| 1984년 | 3월 1일  | 특수학급(1학급) 인가                             |
| 1986년 | 3월 1일  | 송산초등학교로 개칭                              |
| 2000년 | 3월 1일  | 특수학급(재택교육 1학급) 인가                    |
| 2013년 | 2월 14일 | 제87회 졸업장 수여식 (총 졸업생 7,815명)         |
| 2013년 | 3월 1일  | 8학급 인가(특수학급1, 재택학급1 포함)            |
| 2013년 | 3월 1일  | 유치원 1학급 인가                                |
| 2016년 | 2월 5일  | 제90회 졸업장 수여식 (총 졸업생 7,881명)         |
| 2016년 | 3월 1일  | 8학급 인가(특수학급1, 재택학급1 포함)            |
| 2016년 | 3월 1일  | 유치원 1학급 인가                                |
| 2017년 | 2월 10일 | 제91회 졸업장 수여식(16명 졸업, 총 졸업생 7,897) |
| 2017년 | 3월 1일  | 초등 8학급(특수 2학급 포함)                      |
| 2017년 | 3월 1일  | 유치원 1학급 인가                                |

## 참고 자료
- 송산초등학교 - 한국교육학술정보원 학교알리미